# Horace (Dakota del Nord)
Horace és una població dels Estats Units a l'estat de Dakota del Nord. Segons el cens del 2000 tenia 915 habitants.

## Demografia
Segons el cens del 2000, Horace tenia 915 habitants, 300 habitatges, i 248 famílies. La densitat de població era de 157,7 hab./km².
Dels 300 habitatges en un 55,7% hi vivien nens de menys de 18 anys, en un 68,3% hi vivien parelles casades, en un 10% dones solteres, i en un 17,3% no eren unitats familiars. En l'11,3% dels habitatges hi vivien persones soles el 2,7% de les quals corresponia a persones de 65 anys o més que vivien soles. El nombre mitjà de persones vivint en cada habitatge era de 3,05 i el nombre mitjà de persones que vivien en cada família era de 3,29.
Per edats la població es repartia de la següent manera: un 35,7% tenia menys de 18 anys, un 7% entre 18 i 24, un 37,5% entre 25 i 44, un 15,6% de 45 a 60 i un 4,2% 65 anys o més.
L'edat mediana era de 30 anys. Per cada 100 dones de 18 o més anys hi havia 98 homes.
La renda mediana per habitatge era de 46.510 $ i la renda mediana per família de 47.639 $. Els homes tenien una renda mediana de 31.875 $ mentre que les dones 20.924 $. La renda per capita de la població era de 15.761 $. Entorn del 3,2% de les famílies i el 3,9% de la població estaven per davall del llindar de pobresa.

## Poblacions més properes
El següent diagrama mostra les poblacions més properes.